# Copa Real Federación Andaluza de Fútbol 2020-21
La Copa Real Federación Andaluza de Fútbol 2020 es la 1.ª edición de dicha competición. Cuenta con el aliciente de un premio económico para los cuatro equipos clasificados para la fase final y los finalistas serán propuestos para disputar la Copa Real Federación Española de Fútbol.
La fase previa la disputan los cuatro primeros clasificados de los cuatro grupos de Tercera División de Andalucía en la modalidad de eliminatoria a ida y vuelta, no incluye a los que puedan haber ascendido a Segunda B, así como a los que ya puedan estar clasificados para jugar la Copa del Rey y tampoco podrán participar los filiales.
Los equipos que resulten ganadores de estas eliminatorias jugarán una final a cuatro en sede por designar y serán los dos finalistas los que se beneficien de la posibilidad de jugar la Copa RFEF.

## Equipos clasificados
| Cuadro A                                                                   | Cuadro B                                                                    |
| -------------------------------------------------------------------------- | --------------------------------------------------------------------------- |
| Salerm Cosmetics Puente Genil F. C. Real Jaén Antequera C. F. C. D. Utrera | Xerez Deportivo C. F. Motril UD Ciudad de Torredonjimeno Atlético Antoniano |

## Cuartos de final
Ronda disputada a ida y vuelta.
| Equipo 1        | Agr. | Equipo 2     | Ida | Vuelta |
| --------------- | ---- | ------------ | --- | ------ |
| Antequera C. F. | 4-3  | C. F. Motril | 2-1 | 2-2    |

| Equipo 1                    | Agr. | Equipo 2  | Ida | Vuelta |
| --------------------------- | ---- | --------- | --- | ------ |
| UD Ciudad de Torredonjimeno | 2-1  | Real Jaén | 1-0 | 1-1    |

| Equipo 1                 | Agr. | Equipo 2        | Ida | Vuelta |
| ------------------------ | ---- | --------------- | --- | ------ |
| S. C. Puente Genil F. C. | 3-4  | Xerez Deportivo | 2-2 | 2-1    |

| Equipo 1           | Agr. | Equipo 2     | Ida | Vuelta |
| ------------------ | ---- | ------------ | --- | ------ |
| Atlético Antoniano | 0-3  | C. D. Utrera | 0-2 | 1-0    |

## Semifinal
Tipo Final Four a un solo partido en el Marbella Football Center y en el Estadio Municipal de Marbella.
| Equipo 1        | Resultado      | Equipo 2                    |
| --------------- | -------------- | --------------------------- |
| C. D. Utrera    | 0–0 (5:3 pen.) | Xerez Deportivo             |
| Antequera C. F. | 0–0 (5:6 pen.) | UD Ciudad de Torredonjimeno |

## Final
A un solo partido celebrado en el Estadio Municipal de Marbella.
| Equipo 1     | Resultado | Equipo 2                    |
| ------------ | --------- | --------------------------- |
| C. D. Utrera | 4–0       | UD Ciudad de Torredonjimeno |

| Campeón C. D. Utrera 1.° título |